# Coruxo FC

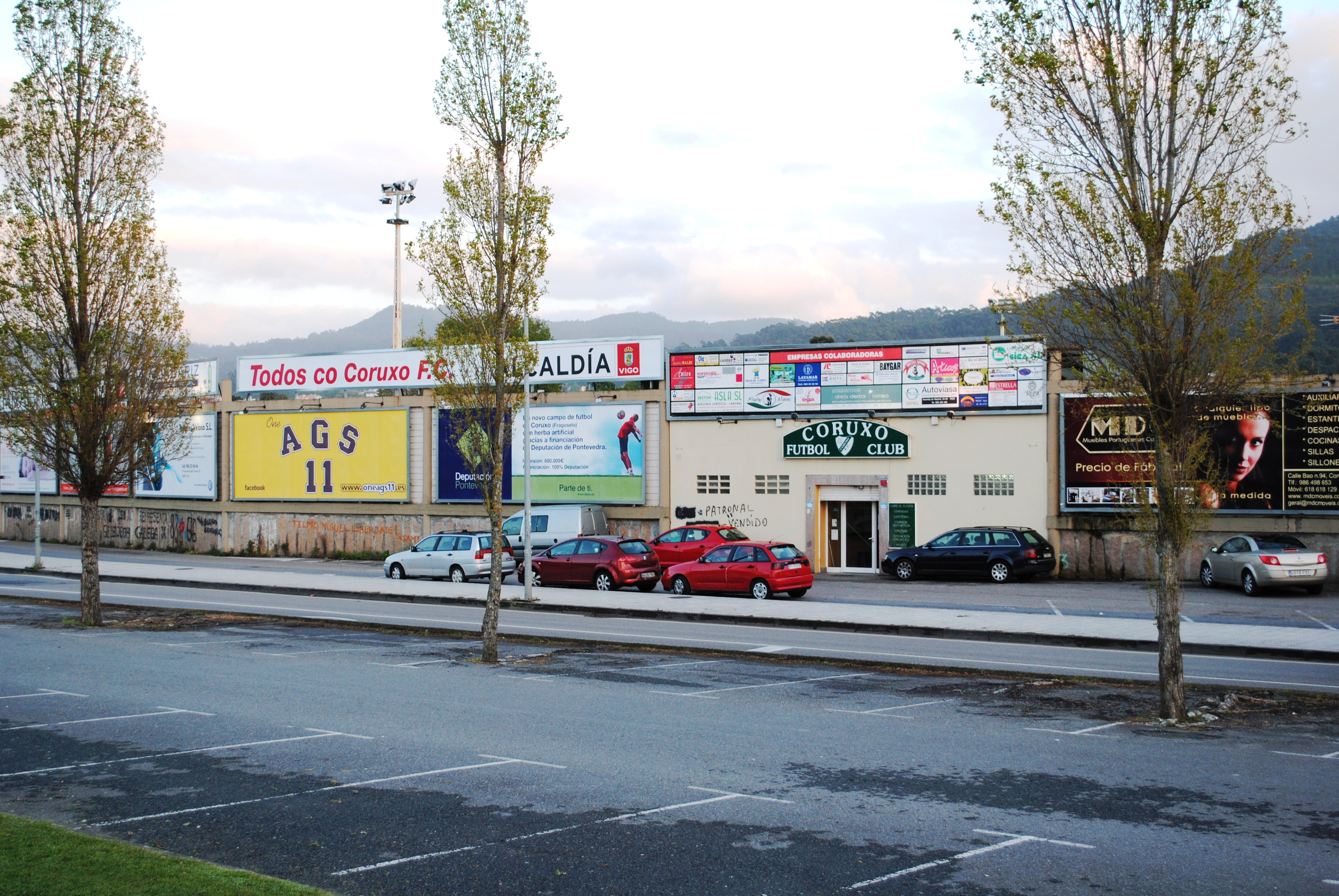
Stadion van Coruxo FC

Coruxo FC is een Spaanse voetbalclub uit Vigo die uitkomt in de Segunda Federación Grupo I (IV). De club werd in 1946 opgericht en speelt haar thuiswedstrijden in O Vao.
Voormalig Tour de France-winnaar Óscar Pereiro speelde in 2010 kortstondig bij Coruxo FC.